# クノドマル
クノドマルまたはクノドマリウス(ラテン語:  Chnodomarius) は、現在のドイツの南西部のライン川に近い地域にいたアレマン人の一団の王（在位: 352年以前-357年）。他のアレマン人の集団からも一定の地位を認められていたとされている。

## 前半生
クノドマルは、エルベ川以東から3世紀前半にラインラントへ西進してきたとされるゲルマン人部族の王であった。これを含む部族連合は、一般にアレマン人もしくはアレマンニ人として知られている。
ローマ帝国でマグネンティウスの乱が起きていた352年、クノドマルはマグネンティウスの兄弟でその副帝とされていたデケンティウスと戦い、勝利した。当時、ローマではマグネンティウスと、彼が帝位を簒奪したコンスタンス1世の兄であるコンスタンティウス2世が争っていた。クノドマルは、コンスタンティウス2世の差し金でマグネンティウスが支配するガリアに侵攻したと考えられている。ローマの内乱はマグネンティウスの死によって終結し、コンスタンティウス2世は「野蛮人」たちに反乱軍から奪った土地や戦利品を引き渡すよう求めたが、彼らはその命令を拒否し、ローマ領を荒らしまわり、主要都市の郊外を占領した。彼らを排除すべく、コンスタンティウス2世は次々と将軍を派遣した。アレマン人の諸王の中でも最も強力だったクノドマルは、こうしたコンスタンティウス2世との闘争の中心人物であったと考えられている。歴史家のアンミアヌスによれば、クノドマルこそアレマン人たちにコンスタンティウス2世との約定を破って反乱軍亡き後のガリアを攻め取ろうとした張本人であったという。クノドマルは357年に歩兵長官バルバティオの軍を破ってアウグシュトまで追いやり、彼をこの戦役中再起不能に追い込んだ。

## アルゲントラトゥムの戦い
もともとローマ軍は、バーゼル付近からライン川右岸を進軍してきたバルバティオの25,000人の軍と、左岸でアルゲントラトゥム（現ストラスブール）を目指していた副帝ユリアヌス率いる13,000人の軍で持って、アレマン人の軍を挟撃する作戦で会った。しかしバルバティオが敗れたことでこの作戦は破綻したばかりでなく、ユリアヌス軍がサヴェルヌ付近まで来ていることもクノドマルに筒抜けとなった。クノドマルはバルバティオの大軍を破ったことで自信をつけ、副帝ユリアヌスも打ち破れるという確信を抱いた。ローマ陣営からの脱走兵からの情報でユリアヌスがサヴェルヌに駐屯していると知ったクノドマルは、ユリアヌスの退路を断ち会戦を強いた。
ユリアヌスを滅ぼすべく、クノドマルと同盟首長たちはできうる限りの軍勢をアルゲントラトゥムに終結させた。その数は、王7人、小公10人、一般兵35,000人に上った。クノドマルは、デケンティウスとバルバティオの侵略を打ち破った力が認められ、甥のアゲナリック（セラピオ）とともに連合軍の最高指揮権をゆだねられた。 
戦闘が始まると、クノドマルはアレマン軍の騎兵を主体とした左翼を率い、優れた計略を駆使して（諸兵科連合の先例ともいえる）、ローマ軍の重騎兵隊を混乱に陥れ追いやった。ところが、不測の事態に備えて重騎兵隊の後詰にいたユリアヌスが、みずから逃げようとする兵たちを奮い立たせて軍勢を立て直した。ローマ重騎兵隊は再び勇気を取り戻し、アレマン軍に襲い掛かった。しかしそれ以上に、盾を構えて必死に耐え続けたのち、その鬱屈を晴らすようにアレマン軍を打ち破った歩兵隊の功績が大きい。こうして、アルゲントラトゥムの戦いはローマ軍の勝利に終わった。
クノドマルは戦闘開始当初は強健な馬に乗っていたのだが、配下たちの要求を受けて、他の首長たちとともに下馬させられていた。万が一敗勢になったとき、首長たちが軍を置いて真っ先に逃亡するのではないかと恐れられていたからである。この危惧は現実のものとなった。形勢が逆転したとみるや、クノドマルは側近ら小規模な部隊だけ率いて脱走し、あらかじめ迅速な撤退ができるよう留め置いていた船でライン川右岸に逃れようとした。しかし、戦場であまりにも目立つ武装をしていたのですぐに感づかれ、クノドマルらは川を目の前にしてローマ軍に追いつかれた。彼は麾下でもっとも勇敢な戦士200人とともに捕虜となり、ユリアヌスの天幕へ連行された。

## 死
ユリアヌスは落胆したクノドマルに、帝国の名誉にかけて身の安全を保障すると何度も約束したうえで、鎖につないでコンスタンティウス2世の宮廷へ移送した。コンスタンティウス2世のもとでも、クノドマルはかなりの名誉をもって遇された。しかし首都コンスタンティノープルに着いてまもなく、クノドマルは死去した。平凡な病であったが、戦いに敗れ連行された憤りがつのったせいで彼の命を奪うまでになったのだという。

## 人物
歴史家アンミアヌス・マルケリヌスは、アルゲントラトゥムの戦いについて語る中で、クノドマルが「非常に力強い」人物で、「戦士としても将軍としても勇敢で、仲間たちに勝っていた」と評している。また、蛮族の中でもひときわ身長が高く、膂力も抜きんでていたという。一方でアンミアヌスによれば、戦いに敗れてユリアヌスの前に引き出されたクノドマルが恐怖で口もきけず、みじめにユリアヌスの足元へ身を投げ出して、自責と恐怖の念から激しく震えながら慈悲を乞うていた、と伝えている。困惑したユリアヌスは、気を確かに持つようクノドマルを慰めなければならなかった。ローマの軍人でもあったアンミアヌスは現場に居合わせたわけではなかったが、一度はローマ人に勝る力強さを流暢に誇っていた蛮族が敗れて醜態を晒している情景を、満足げに叙述している。